# FASER (Detektor)
Der FASER (Akronym für ForwArd Search ExpeRiment) ist einer der acht Detektoren am Large Hadron Collider des CERN. Der FASER-Detektor soll sowohl nach hypothetischen Elementarteilchen suchen sowie Neutrinos detektieren und deren Wechselwirkungsrate messen. Im März 2023 hat FASER die erste Beobachtung von Neutrinos am LHC verkündet.
Das Experiment befindet sich im Seitentunnel TI12, 480 Meter vom Kollisionspunkt des ATLAS-Experiments entfernt. Dieser Tunnel wurde früher verwendet, um den Elektronenstrahl des SPSs in den LEP-Beschleuniger zu injizieren und beherbergt derzeit keine LHC-Infrastruktur. Der Tunnel TI12 befindet sich in einem stark kollimierten und intensiven Strahl aus sowohl hochenergetischen Neutrinos als auch aus möglichen neuen Teilchen. Zusätzlich ist dieser Tunnel einer nur geringen Hintergrundstrahlung ausgesetzt, da er durch etwa 100 Meter Fels und Beton vom Kollisionspunkt in ATLAS abgeschirmt ist. Das FASER-Experiment wurde 2019 genehmigt. Die Installation des Detektors wurde 2021 abgeschlossen. Das Experiment begann mit der Datenerfassung zu Beginn von "Run 3" des LHC im Sommer 2022.

## Suche nach neuen Teilchen
Das Hauptziel des FASER-Experiments ist die Suche nach hypothetischen, bisher noch nicht entdeckten, leichten und schwach wechselwirkenden Elementarteilchen, wie zum Beispiel dunklen Photonen, axionähnlichen Teilchen und sterilen Neutrinos. Wenn diese Teilchen leicht genug sind, können sie in seltenen Zerfällen von Hadronen erzeugt werden. Solche Teilchen werden daher vorwiegend in der Vorwärtsrichtung entlang der Kollisionsachse der Protonenstrahlen erzeugt. Sie bilden einen stark kollimierten Strahl und können einen großen Teil der LHC-Protonenstrahlenergie aufnehmen. Darüber hinaus sind diese Teilchen aufgrund ihrer schwachen Kopplung an die Teilchen des Standardmodells sowie ihrer hohen Geschwindigkeit sehr langlebig. Sie können sich daher problemlos durch mehrere hundert Meter Materie bewegen ohne damit zu wechselwirken, bevor sie in bekannte Teilchen des Standardmodells zerfallen. Diese Zerfälle führen zu einem klar identifizierbaren Signal, dem Auftreten von sehr hochenergetischer Teilchen im Tunnel TI12, die FASER detektieren kann.
Im März 2023 berichtete die FASER-Kollaboration über ihre ersten Ergebnisse zur Suche nach dunklen Photonen. In ihren Daten von 2022 wurde kein Signal gefunden, das mit einem dunklen Photon vereinbar war, und es wurden Ausschlussgrenzen für den zuvor unbeschränkten Parameterraum gesetzt.

## Neutrino-Messungen
Der LHC ist der leistungsstärkste und hochenergetischste Teilchenbeschleuniger der Welt und somit auch Quelle der energiereichsten Neutrinos die in einer Laborumgebung erzeugt werden. Kollisionen am LHC führen zu einer großen Anzahl energiereicher Neutrinos aller Generationen, die entlang der Kollisionsachse und somit durch den FASER-Detektor strömen. Der spezielle Subdetektor FASERν dient zum Nachweis dieser Neutrinos und soll tausende von Neutrino-Wechselwirkungen aufzeichnen und untersuchen. Dies ermöglicht, die Wechselwirkungsraten von Neutrinos mit Energien im Teraelektronenvolt-Bereich zu messen.
Im Jahr 2021 gab die FASER Kollaboration die Beobachtung der ersten Neutrino Kandidaten am LHC bekannt. Die für diese Entdeckung verwendeten Daten wurden von einem kleinen Emulsions-Pilotdetektor mit einer Masse von 11 kg gesammelt. Der Detektor wurde im Servicetunnel TI18 platziert und die Daten wurden nur vier Wochen lang während LHC Run 2 im Jahr 2018 gesammelt. Obwohl dieses Ergebnis keine Entdeckung von Neutrinos am LHC ist, unterstreicht es das Potenzial und die Machbarkeit der Durchführung spezieller Neutrino-Experimente am LHC.
Im März 2023 verkündete die FASER-Kollaboration dann die erste zweifelsfreie Beobachtung von Neutrinos am LHC. Dazu suchten sie nach Ereignissen, bei denen eine Teilchenspur mit hohem Impuls aus dem zentralen Teil des FASERv-Detektorvolumens und keine Aktivität in den am weitesten stromaufwärts gelegenen Vetoschichten auftaucht, wie es von einer Myon-Neutrino-Wechselwirkung erwartet wird. Diese Suche wurde nur unter Verwendung der elektronischen Detektorkomponenten durchgeführt.

## Detektor

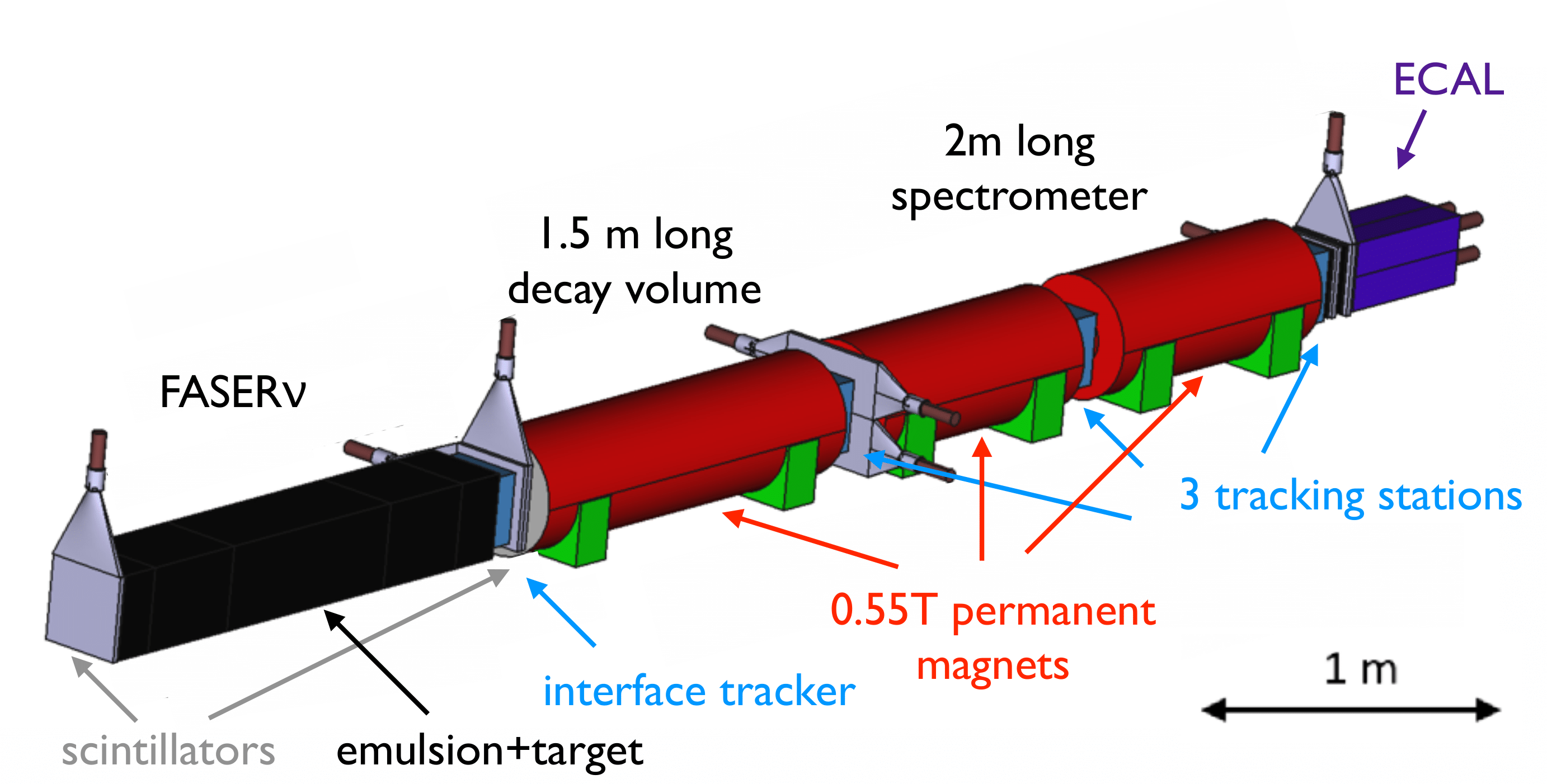
Aufbau des FASER Experiments

Am vorderen Ende von FASER befindet sich der Neutrinodetektor FASERν. Dieser besteht aus Schichten von Emulsionsfilmen, die mit Wolframplatten als Kollisionsmaterial für Neutrino-Wechselwirkungen verschachtelt sind. Hinter FASERν und am Eingang zum Hauptdetektor befindet sich ein Veto für geladene Teilchen, welches aus Kunststoff-Szintillatoren besteht. Darauf folgen ein 1,5 Meter langes leeres Zerfallsvolumen sowie ein 2 Meter langes Spektrometer, die sich in einem 0,55 Tesla starken Magnetfeld befinden. Das Spektrometer besteht aus drei Stationen von Präzisions-Silizium-Streifendetektoren, welche geladene Partikel detektieren, die beim Zerfall langlebiger Elementarteilchen entstehen. Am Ende befindet sich ein elektromagnetisches Kalorimeter.